# Rupert van Salzburg
Rupert van Salzburg (waarschijnlijk Worms, 7e eeuw – Worms, 27 maart 718/720) was benedictijn, bisschop en stichter van de Oostenrijkse stad Salzburg. In zijn geboortestad Worms was hij al geestelijke en mogelijk ook bisschop.
Net voor 700 trok Rupert op uitnodiging van de Beierse hertog Theodo II naar de in verval geraakte stad Juvavum, en stichtte er het huidige Salzburg door er een klooster te bouwen. De uitnodiging van Theodo is waarschijnlijk gebeurd op instigatie van diens vrouw, die familie van Rupert was. Het klooster van Sint-Petrus met als stichtingsjaar 696 geldt als het oudste van Oostenrijk. Tegelijkertijd bevorderde hij de vestiging van een vrouwenklooster, waarvoor hij zijn nicht Erentrudis als abdis wist te porren. Hij ontwikkelde een sterke missioneringsbeweging, die de invloed van het bisdom tot aan de grens met het patriarchaat van Aquilea bracht. Hoewel overleden te Worms, werden zijn overblijfselen overgebracht naar Salzburg, waaraan zijn leven en werken zoveel meer verbonden waren. Zij berusten - samen met die van Virgilius van Salzburg - in de Dom van Salzburg.
De Rooms-Katholieke Kerk viert zijn gedachtenis op 27 maart, met uitzondering van het bisdom Salzburg, waar het feest van Sint-Rupert op 24 september valt. Rupert wordt aangeroepen tegen roos en kinderkramp. Hij is de patroon van zoutwinners en honden. In 1701 werd een militaire Orde van de Heilige Rupert ingesteld die tot 1811 bestond.
- Gemeinsame Normdatei: 119006634
- International Standard Name Identifier: 0000 0000 2139 9218
- Library of Congress Control Number: nr91010748
- Nationale Bibliotheek van Polen: a0000003647466
- Virtual International Authority File: 47562221
- WorldCat: E39PBJcccGPGHqdgWmhWGWb68C